# Giovanni Dolfin
Giovanni Dolfin, död 1361, var en venetiansk doge. Han var regerande doge av Venedig 1356–1361. 